# Paisatge (Modest Urgell 1876)
Paisatge és una pintura sobre tela feta per Modest Urgell i Inglada el 1876 i conservada a la Biblioteca Museu Víctor Balaguer, amb el número de registre 1655 d'ençà que va ingressar el 1956, provinent la col·lecció privada de Lluís Plandiura i Pou.
És un paisatge amb ermita i arbres que l'envolten, tema molt característic d'aquest pintor: una ermita cap-al-tard, la campana, els xiprers i petites figures. Fons amb cel mig ennuvolat. Al quadre hi ha la inscripció Urgell (inferior esquerre) Al darrere: Modest Urgell / 1839-1919 /18; Al darrere: Esposa del grabador Buxó i madre de Luis, pintor y Matilde, casada esta con Don Antonio Caba / Antoni Caba / 1838-1907.